# Mitsubishi ASX
Mitsubishi ASX (в Японії і Канаді називається Mitsubishi RVR, в США - Mitsubishi Outlander Sport) — компактний кросовер японського автовиробника Mitsubishi Motors, який побудований на основі концепт-кара Mitsubishi Concept-cX, який дебютував на Франкфуртському автосалоні 2007 року.

## Перше покоління (GA; 2010-2023)

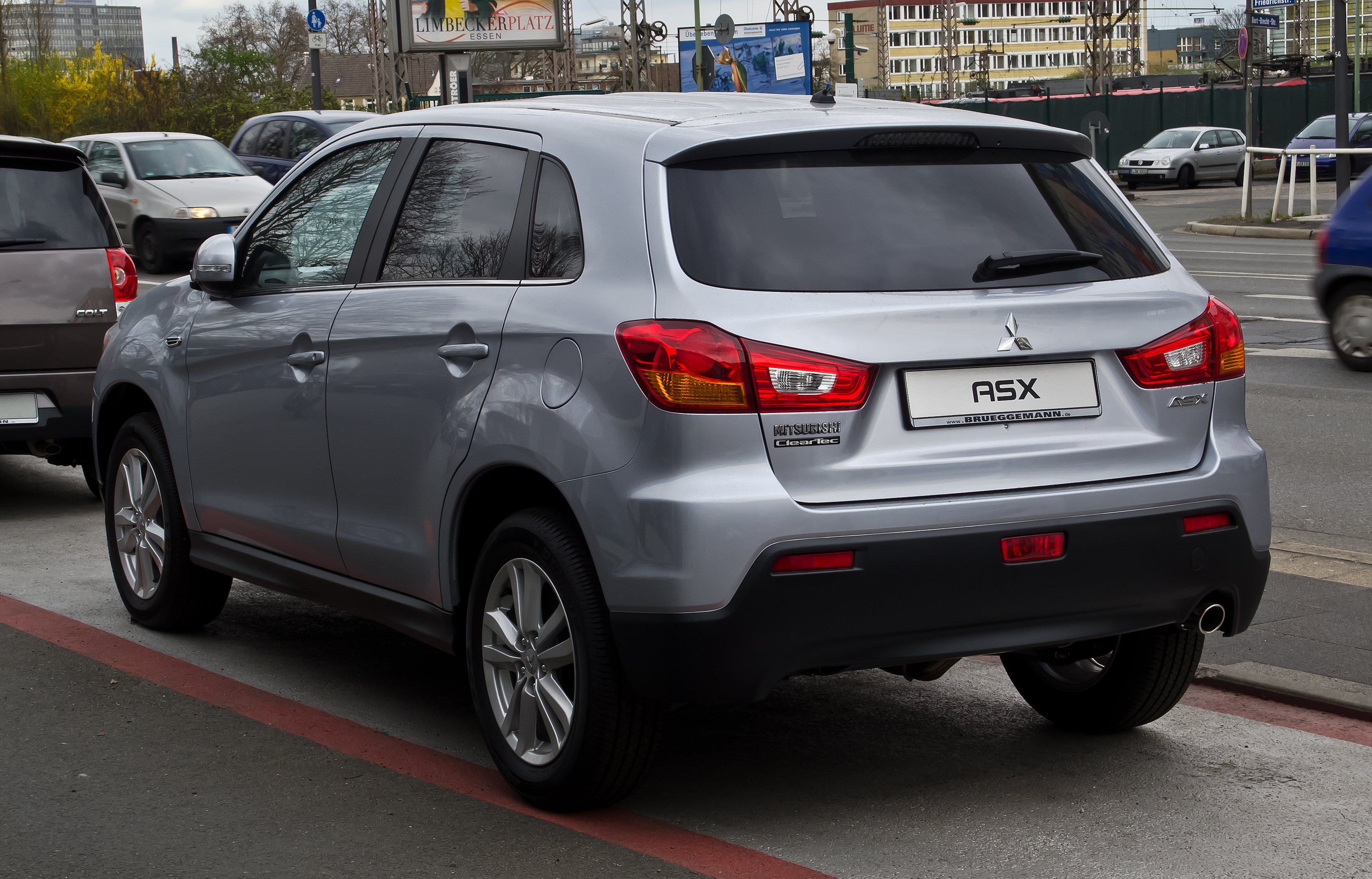
Mitsubishi ASX (2010—2012)

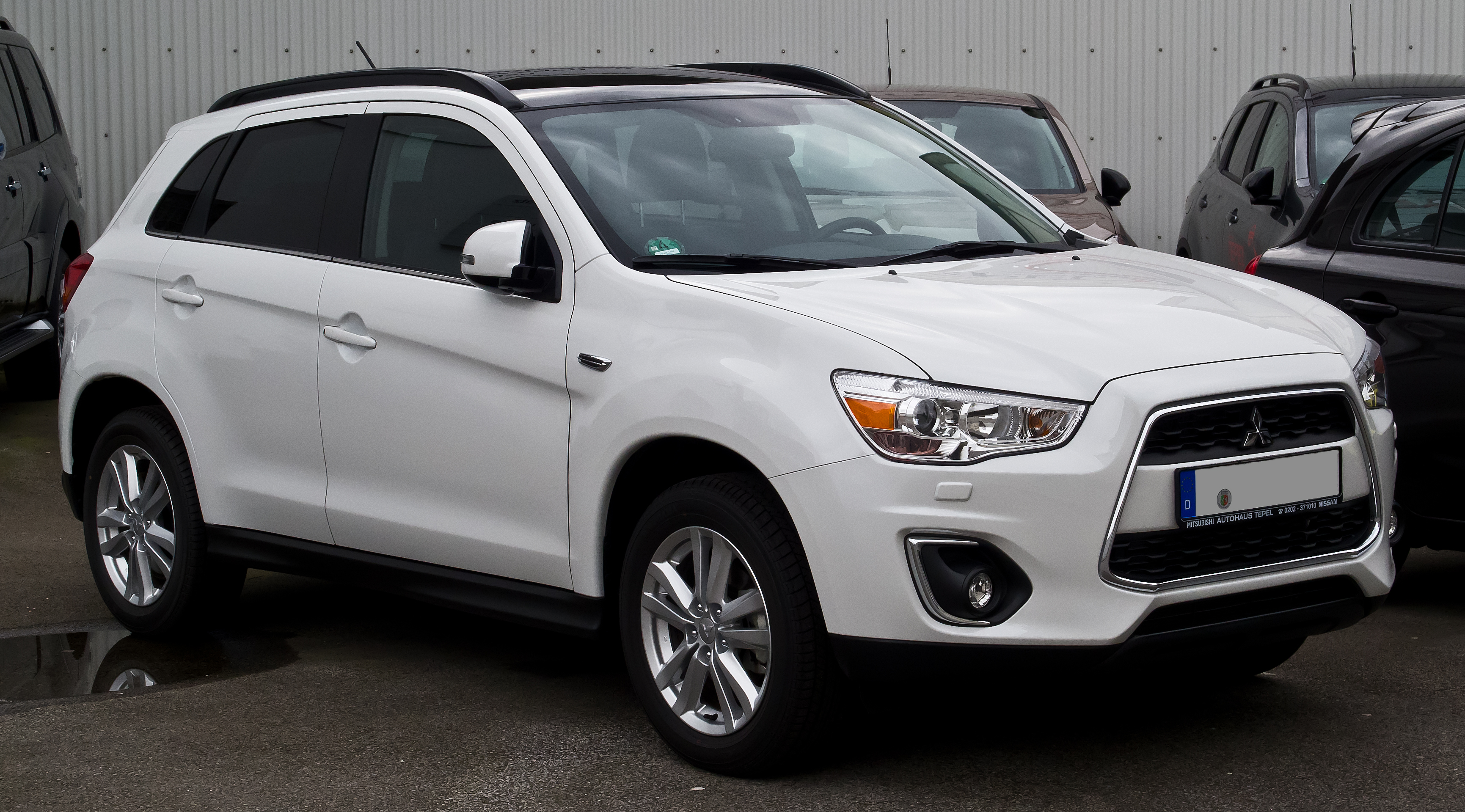
Mitsubishi ASX (2012—2016)

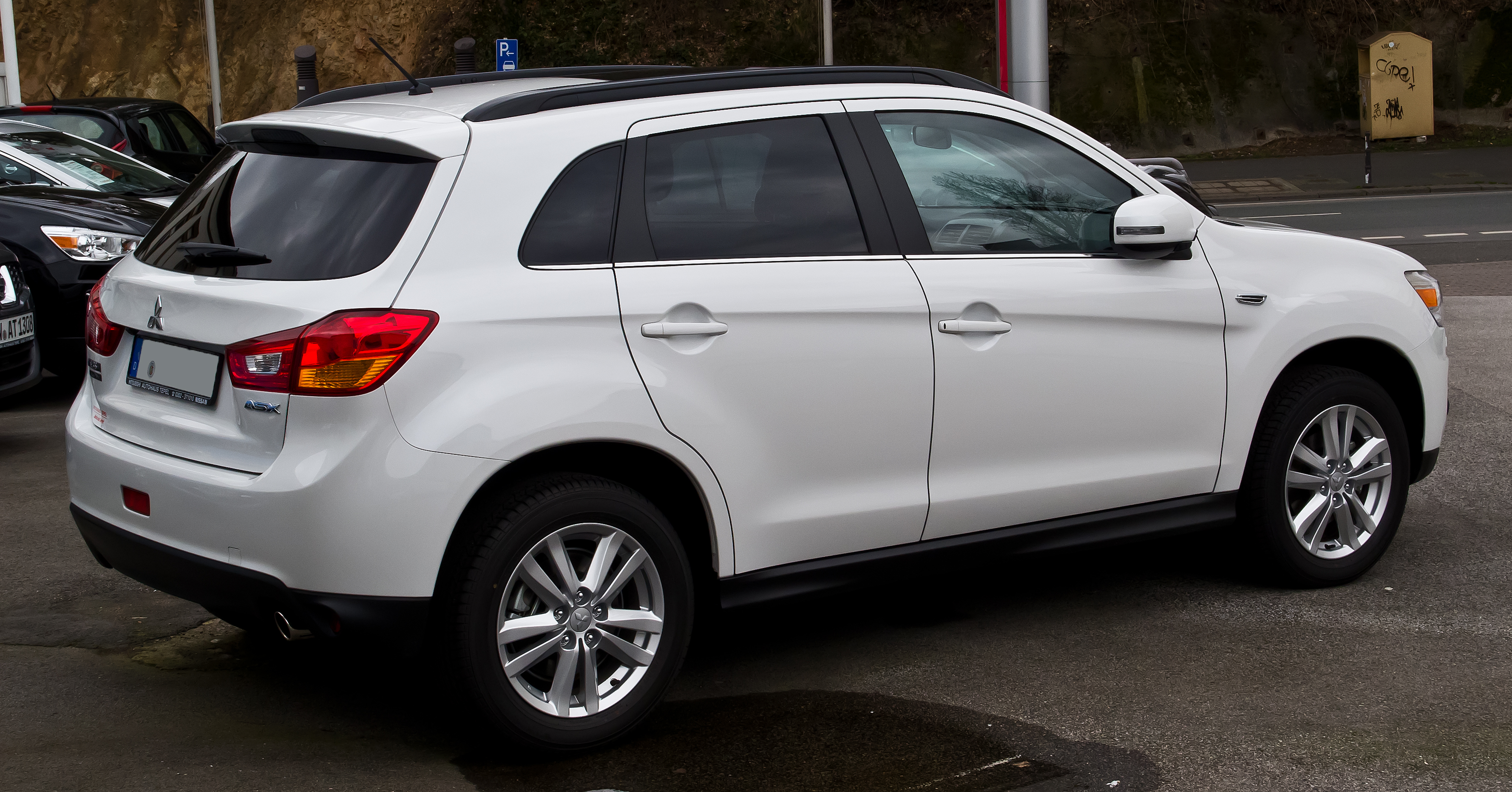
Mitsubishi ASX (2012—2016)

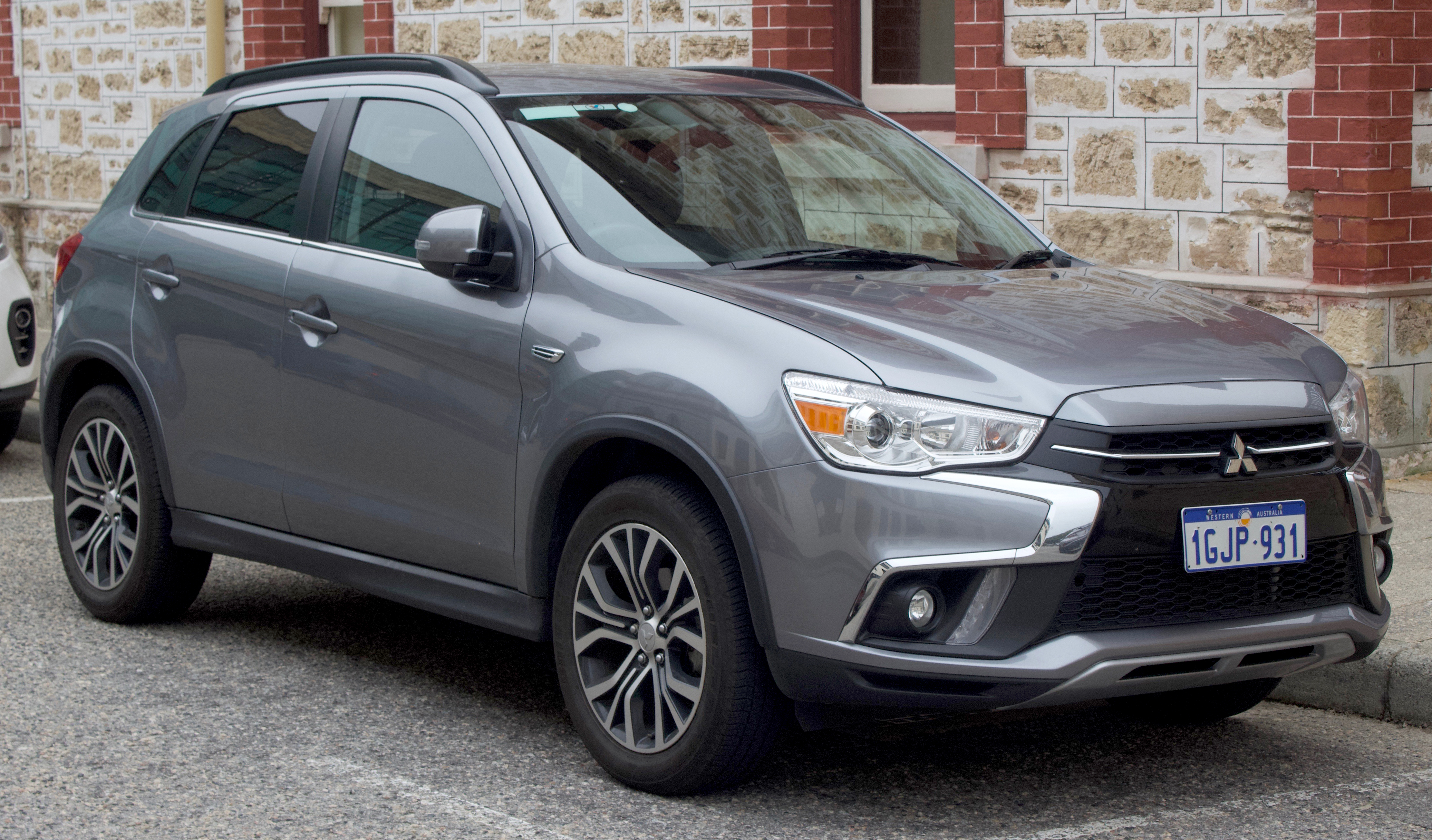
Mitsubishi ASX (2016—2019)

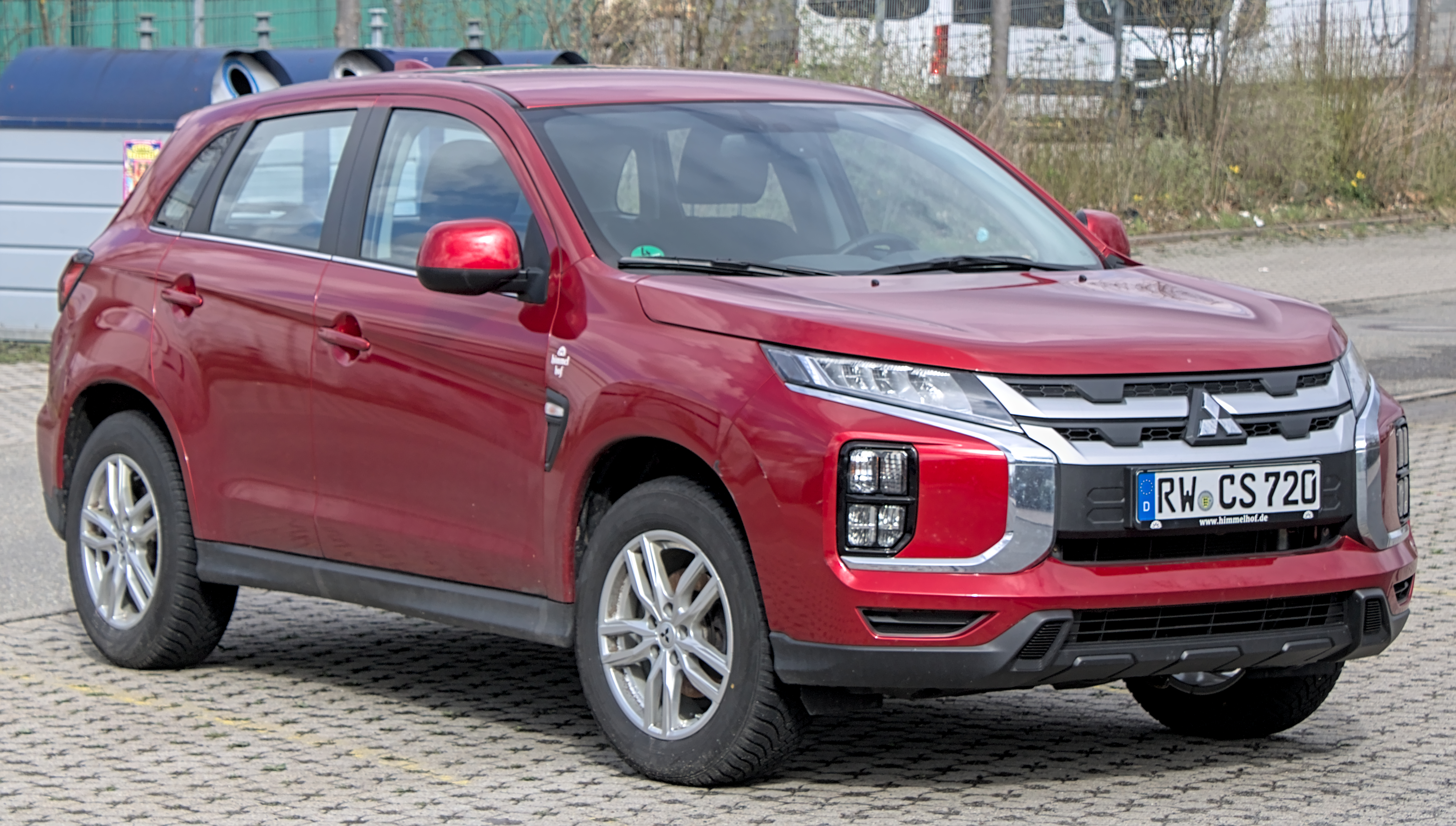
Mitsubishi ASX (2019—2023)

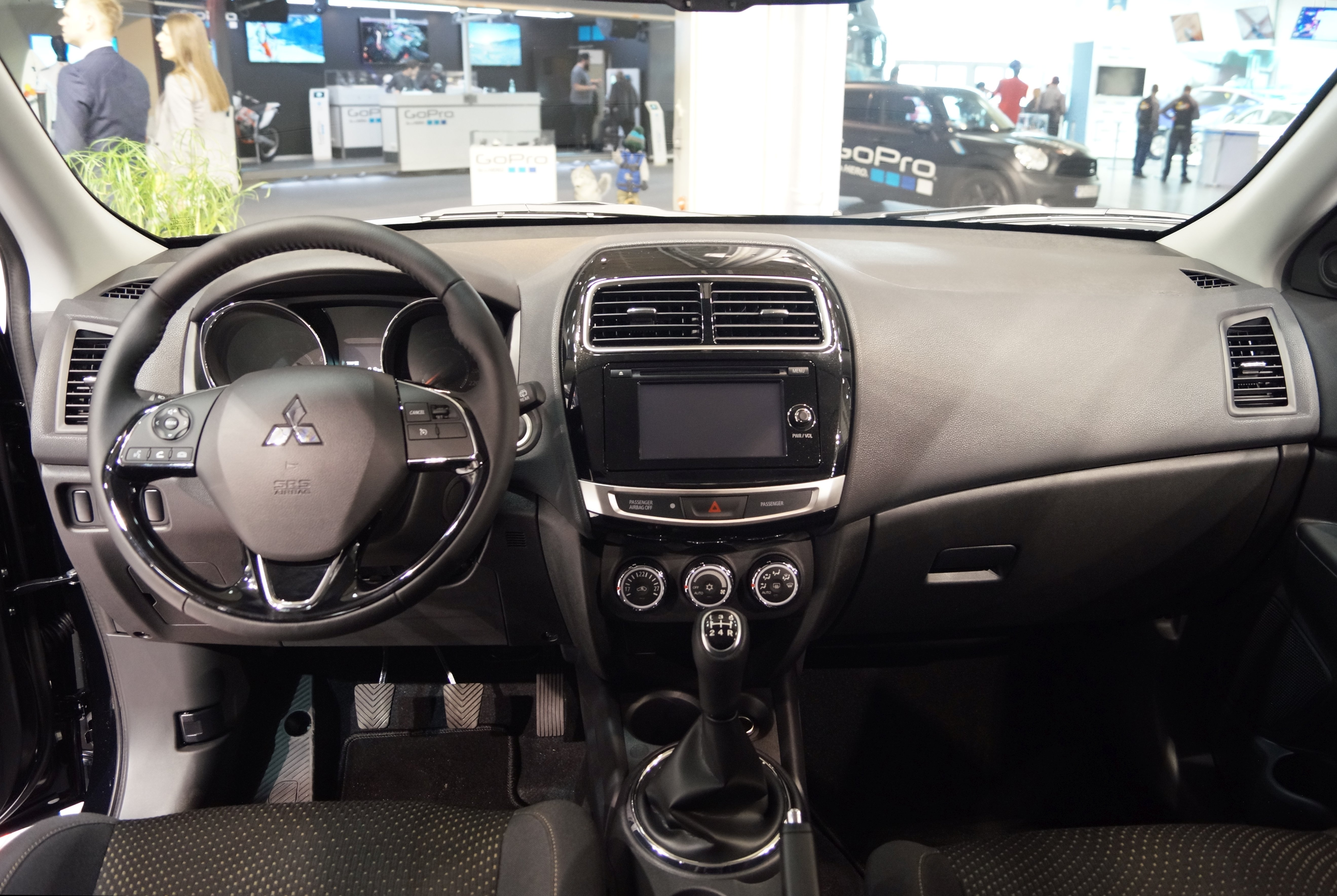
Салон Mitsubishi ASX

В рамках Женевського автосалону 2010 року на стенді Mitsubishi Motors відбулася європейська прем'єра нового компактного кросовера під назвою ASX, що розшифровується як Active Sport X-over (кросовер для активної їзди). У дизайні передньої частини автомобіля використовується фірмова решітка радіатора Jet Fighter. Концепція такого дизайну запозичена у Mitsubishi Heavy Industries, яка випускає реактивний винищувач F-2. Mitsubishi ASX розроблений на платформі Project Global, як і автомобілі Lancer X і Outlander XL. Спеціально для ASX був розроблений ексклюзивний колір «kawasemi» — так по-японськи називається рибалочка, птах бірюзово-блакитного кольору.
На його основі розроблено подібні Citroën C4 Aircross і Peugeot 4008.
В 2012 році модель оновили, змінивши передній бампер та оснащення.
У 2014 році на автомобіль почали встановлювати модернізовані варіатори Jatco CVT 8 з розширеним силовим діапазоном, чого вдалося домогтися за рахунок зміни кутів канавок шківів варіатора і зміни розмірів валів.
З 2014 в автомобіль встановлюють мультимедійну систему MMSC W13, а з 2015 MMSC W15. На відміну від попередніх моделей, дані системи використовують навігаційний карти HERE Maps. З 2016 року картографічний сервіс викуплений трьома виробниками автомобілів BMW, Audi і Daimler (Mercedes).
У 2015 були проведені серйозні оновлення, що включають: редизайн, додавання деяких деталей, а також новий 1,8-літровий дизельний двигун для підвищення ефективності і зниження експлуатаційних витрат. На даний момент Міцубісі ASX - це 5-дверний практичний невеликий кросовер привабливого дизайну, розробленого на основі моделі EVO X. ASX виглядає компактніше, ніж його основні конкуренти (він на 8 см коротший за Nissan Qashqai і на 27 см коротший за Хонда CR-V), і відрізняється дивовижною місткістю, просторим салоном і доступною ціною. Автомобіль обладнаний системою стабілізації, системою контролю тяги, кріпленнями ISOFIX для дитячих крісел, системою екстреного гальмування, комплектом з 7 подушок безпеки, включаючи одну колінну для захисту ніг водія. 
В 2016 році модель знову оновили, змінивши грати радіатора, бампера та оснащення.
В березні на автосалоні в Женеві 2019 року представили четверту модернізацію автомобіля. Перед отримав останню новий дизайну «Динамічний щит».
У 2019 році в Україні була презентована оновлена версія ASX. Проте попри радикально змінений екстер'єр, всередині машини майже нічого не змінилось.

### Будова автомобіля

#### Салон
Салон автомобіля Mitsubishi ASX відрізняють непогана оглядовість, м'яка оббивка по контуру центральної панелі, сріблясті елементи по обидва боки аудіо системи і уздовж дверних панелей. В салоні комфортно може розміститися до 5 чоловік. Обсяг багажника 419 літрів, у складеному стані — майже 1200 л. Основна інформація виводиться на рідкокристалічний дисплей бортового комп'ютера, розташованого між «колодязями» спідометра і тахометра. Новими для Mitsubishi Motors (але не для інших марок) є опції заводу автомобіля з кнопки, а також можливість регулювати кермо по вильоту. У максимальній комплектації компактний кросовер оснащується панорамним дахом зі світлодіодним підсвічуванням, шкіряними сидіннями, а також шкіряною обробкою частини торпедо і карт дверей.

#### Двигуни

##### 4A92
4A92 — двигун серії суцільно-алюмінієвих чотирициліндрових бензинових моторів 4A9, представленої вперше в 2004 році на автомобілі Mitsubishi Colt і розробленої компанією MDC Power, що належить концерну Daimler. На той момент компанії перебували в тісному співробітництві і випускали безліч спільних розробок.
Двигун містить чотири клапани на один циліндр, два розподільчих вали в головці циліндрів (DOHC), а також систему зміни фаз газорозподілу з електронним управлінням MIVEC (тільки на впуск). Автомобіль характеризується низьким рівнем споживання палива і достатньою потужністю для комфортного керування кросовером.

##### 4B10, 4B11
4B10 і 4B11 — двигуни серії суцільно-алюмінієвих чотирициліндрових бензинових моторів 4B1, побудованою на базі платформи GEMA (Global Engine Manufacturing Alliance). Ця платформа була розроблена спільними зусиллями компаній Chrysler, Mitsubishi Motors і Hyundai Motor Company.
Двигуни містять чотири клапани на циліндр, два розподільних вали в головці циліндрів (DOHC), а також систему зміни фаз газорозподілу з електронним управлінням MIVEC (впуск і випуск).

##### 4N13
4N13 — двигун серії суцільно-алюмінієвих чотирьохциліндрових дизельних моторів 4N1. Назва сімейства двигунів «Чистий Дизель» підкреслює низький вміст отруйних речовин у вихлопі двигуна і відповідність жорстким нормам Євро-5. Двигун містить 4 клапани на один циліндр, два розподільних вали в головці циліндрів (DOHC), а також систему зміни фаз газорозподілу з електронним управлінням MIVEC (впуск і випуск), оснащений системою вприскування Common Rail і турбіною із змінною геометрією. Унаслідок високих вимог до якості палива комплектації з даним двигуном в Україну не постачаються.

##### Технічні характеристики двигунів
| Результати Краш-тесту          |      |
| Зірки в Euro NCAP з Краш-тесту |      |
| Пасажири                       | 86 % |
| Безпека дітей                  | 78 % |
| Безпека пішоходів              | 60 % |
| Активна безпека                | 71 % |

#### Безпека
За результатами краш-тесту відповідно до досліджень Euro NCAP проведених в 2011 році Mitsubishi ASX, 2WD, 1.8 diesel 'Invite', LHD отримав п'ять зірок за безпеку.

## Друге покоління (з 2023)

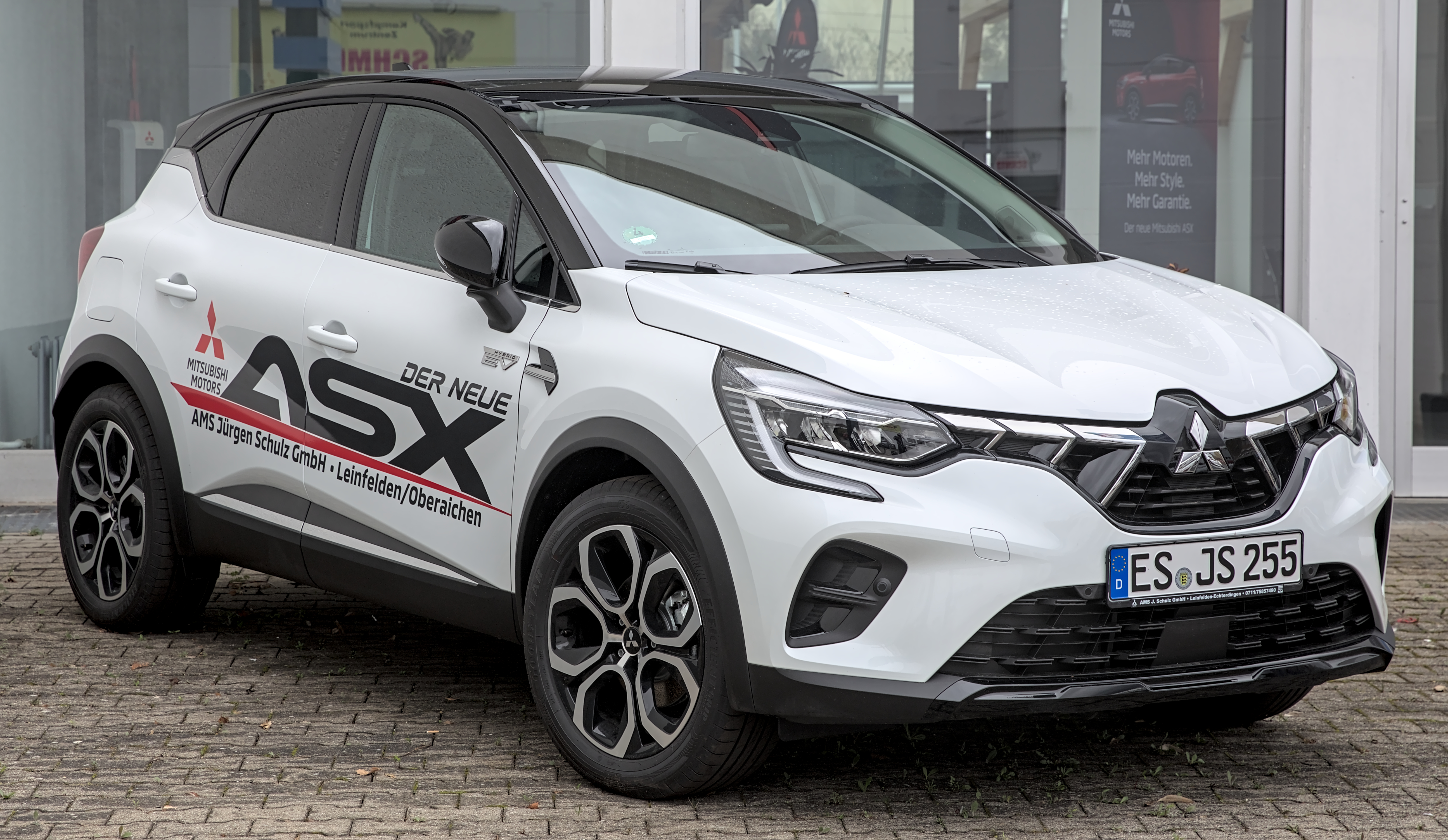
Mitsubishi ASX ІІ (2023-2024)

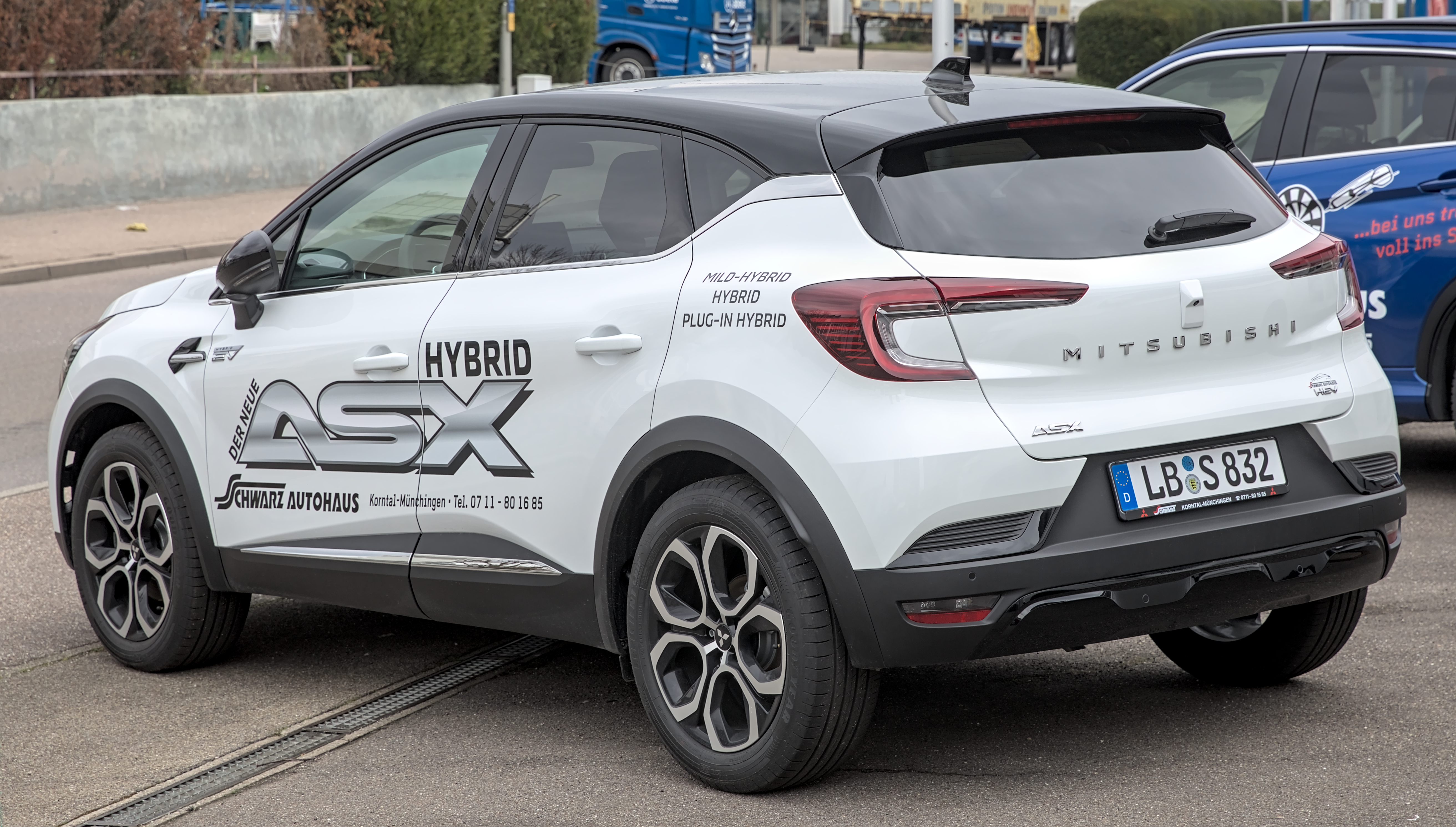
Mitsubishi ASX ІІ (2023-2024)

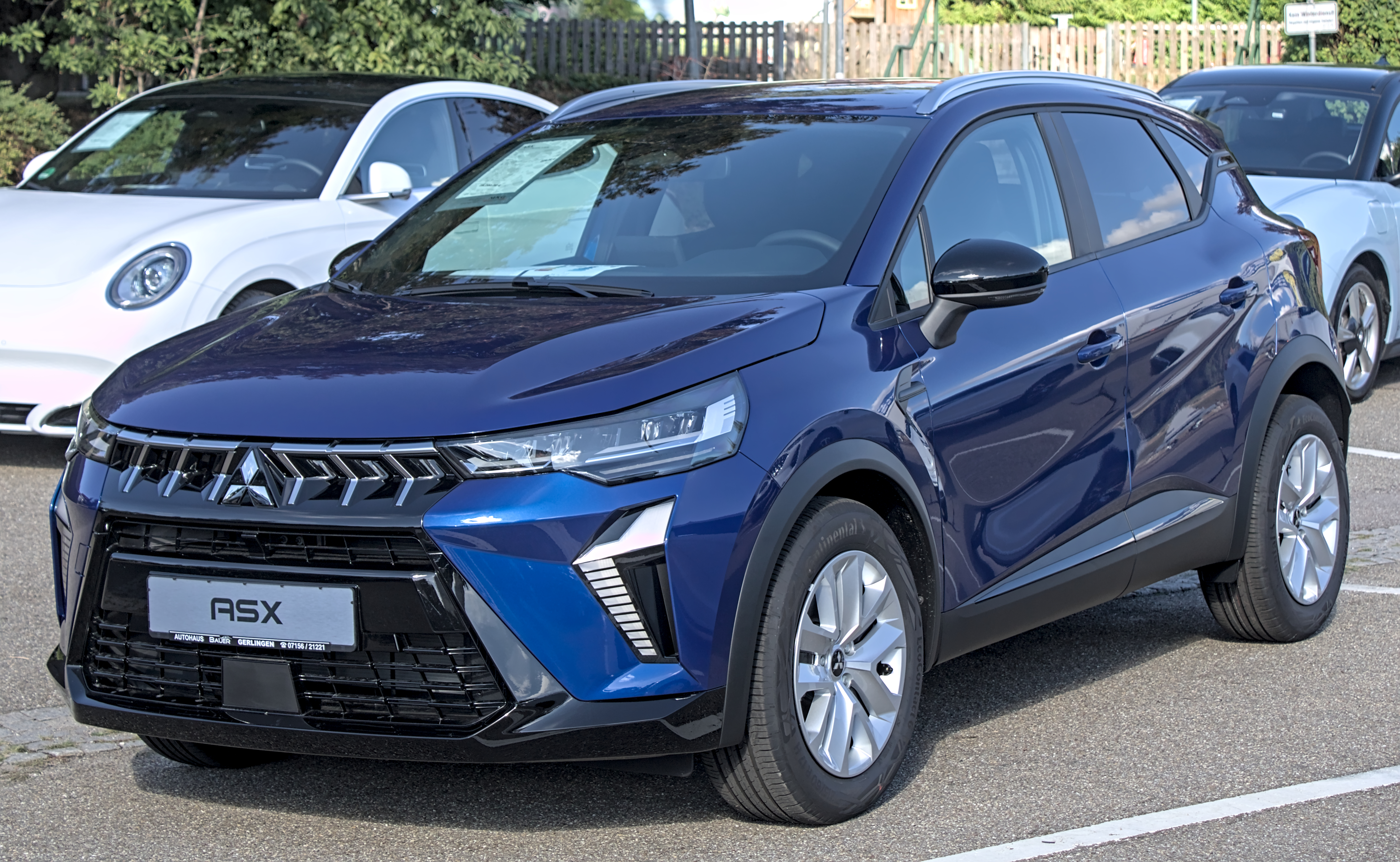
Mitsubishi ASX ІІ (фейсліфт з 2024)

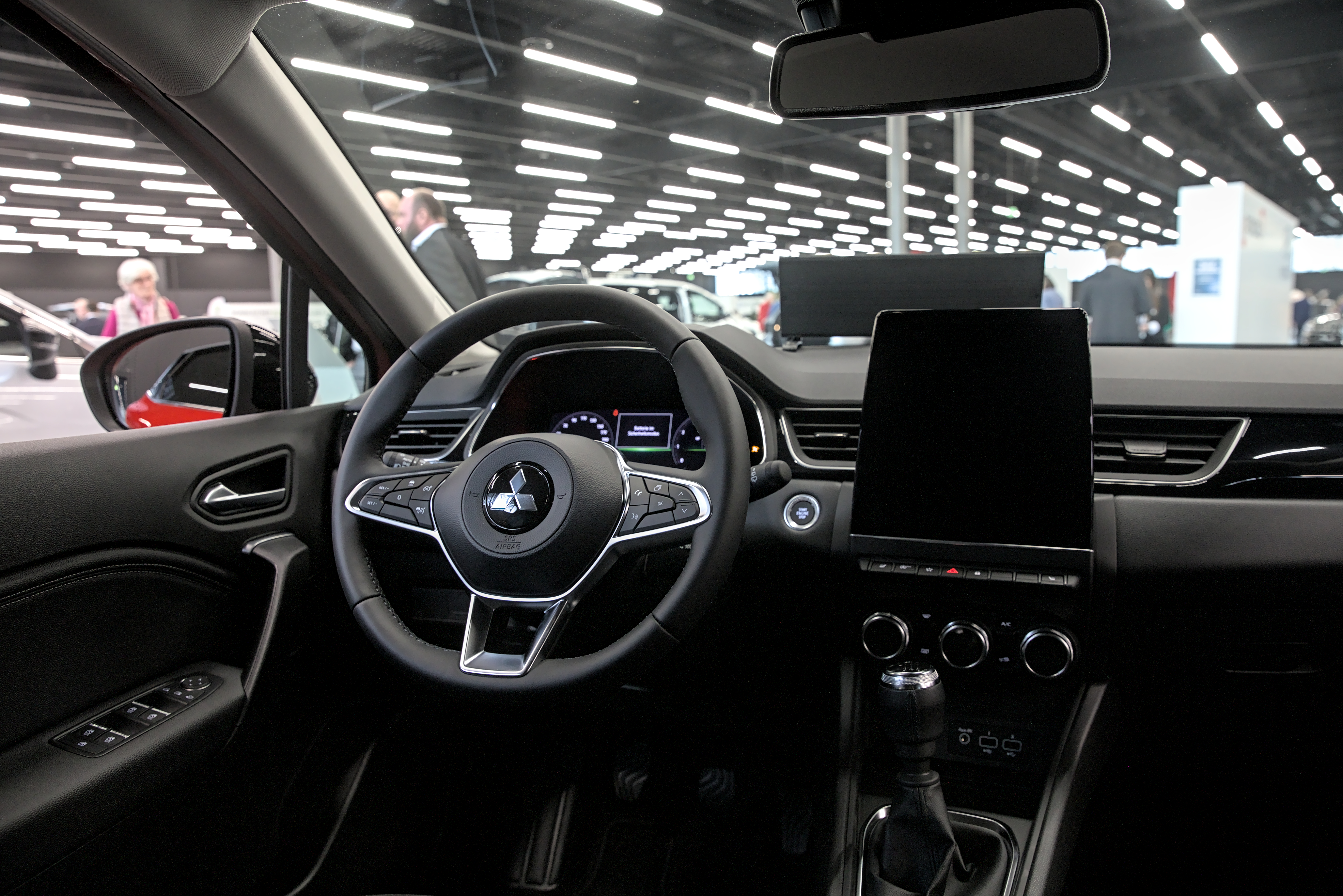
інтер'єр

Новий ASX планується надійти в продаж навесні 2023 році, створений на платформі Renault–Nissan CMF-B HS, спільної з Renault Captur і Nissan Juke. Новий ASX було анонсовано в січні 2022 року з тизерним зображенням. Останній автомобіль було представлено 20 вересня 2022 року. Він ідентичний Renault Captur II, тому значно коротший за свого попередника. Двигуни також такі ж, як у Renault. Він буде побудований поруч із Captur у Вальядоліді, Іспанія та Бурсі, Туреччина. У майбутньому повного приводу більше не буде. Вихід на ринок відбувся в березень 2023 року.

### Двигуни
- 1.0 TCe І3 91 к.с. 160 Нм
- 1.3 TCe І4 140 к.с. 260 Нм
- 1.3 TCe І4 158 к.с. 270 Нм
- 1.6 H4M I4 (E-Tech) Hybrid 160 к.с.

## Продажі
| рік  | США    | Європа | Китай  | Австралія |
| ---- | ------ | ------ | ------ | --------- |
| 2010 | 1,690  | 20,935 |        | 2,349     |
| 2011 | 16,443 | 48,520 |        | 6,430     |
| 2012 | 18,091 | 32,265 |        | 6,960     |
| 2013 | 24,951 | 26,468 | 36,054 | 7,721     |
| 2014 | 31,054 | 35,295 | 55,420 | 10,404    |
| 2015 | 36,966 | 45,228 | 50,781 | 13,557    |
| 2016 | 33,067 | 39,241 | 35,146 | 18,126    |
| 2017 | 33,160 | 39,160 | 29,333 | 19,403    |
| 2018 | 39,153 | 30,958 | 29,789 | 19,034    |
| 2019 | 33,644 | 30,622 | 19,871 | 20,806    |
| 2020 | 28,836 | 17,983 | 10,137 | 14,056    |
| 2021 | 34,216 | 6,271  | 6,006  | 14,764    |